# European Confederation of Junior Enterprises
De European Confederation of Junior Enterprises (opgericht als JADE, Junior Association for Development in Europe) is een non-profit koepelorganisatie van studenten. Het is in 1992 opgericht in Brussel. JADE coördineert rond de 150 Junior Enterprise initiatieven in heel Europa.  JADE onderhoudt bovendien banden met het Junior Enterprise Network in Brazilië. Het netwerk omvat meer dan 20.000 studentenleden en is daarmee een van de grootste studentennetwerken ter wereld.